# Акратитос (футбольный клуб)
Акратитос (греч. Α.Π.Ο. Ακράτητος) — греческий футбольный клуб из Ано-Лиосии, пригорода Афин, в настоящее время выступающий в Ассоциации футбольных клубов Западной Аттики, региональной любительской лиге. Домашние матчи команда проводит на стадионе имени Яниса Пафиакакиса, вмещающем 4944 зрителя.
«Акратитос» был основан в 1963 году и большую часть своей истории провёл в безызвестности в низших лигах. Успеха клуб добился на рубеже веков, когда за 3 года трижды получал повышение в классе и в сезоне 2001/02 дебютировал в Альфа Этники, главной лиге в греческой системе футбольных лиг. Во многом это достижение было связано с именем наставника команды Яниса Пафиакакиса. В начале 2002 года Пафиакакис умер на футбольном поле во время тренировки своей команды, стадион «Акратитоса» впоследствии был назван в его честь. Первый свой год пребывания в элите клуб закончил на 11-м месте, а в следующем году почти повторил этот результат — 12-е место. В июле 2003 года «Акратитос» дебютировал в еврокубках, встретившись во втором раунде Кубка Интертото с финским «Аллиансси». Греки с минимальным счётом (0:1) уступили дома и отметились безголевой ничьей в Финляндии, вылетев тем самым из турнира.
Закончив чемпионат 2003/04 на 14-м месте, «Акратитос» вынужден был играть стыковой матч с «Эрготелисом» на нейтральном поле в Салониках 30 мая 2004 года. «Акратитос» на 90-й минуте пропустил единственный мяч в игре и отправился в Бета Этники. В Бета Этники команда не задержалась, заняла 3-е место и спустя год вернулась в элитную лигу. В сезоне 2005/06 «Акратитос» выступал в роли безнадёжного аутсайдера и должен был начать следующий сезон вновь в Бета Этники, но руководство клуба приняло решение участвовать в соревнованиях на любительском уровне и «Актратитос» отправился в Дельта Этники.